# Der Abenteurer
Der Abenteurer é um filme de aventura mudo alemão de 1926 dirigido por Rudolf Walther-Fein e estrelado por Harry Liedtke, Erna Morena e Margarete Schlegel. A direção de arte foi de Jacek Rotmil. O filme foi baseado em um romance de Rudolf Herzog. Foi lançado em Berlim em 11 de fevereiro de 1926.

## Elenco
- Harry Liedtke como Dr. Josef Otten - um cantor famoso
- Erna Morena como Maria, a esposa dele
- Margarete Schlegel como Carmen, a filha deles
- Paul Biensfeldt como Klaus Güllich - Ottens Faktotum
- Eduard von Winterstein como Karl Lüttgen - proprietário da fundição
- Mady Christians como Armely, a esposa dele
- Hans Brausewetter como Moritz Lachner - acadêmico
- Franz Schönfeld como Franz Terbroich - dono da fábrica
- Ernst Hofmann como Laurenz - o filho dele
- Max Menden como empresário
- Maria Lingen como Marquesa de Margarida
- Robert Leffler como diretor do concerto